# 威廉·锡利
威廉·W·锡利（英語：William W. Seeley，1971年—），美国神经学家、加州大学旧金山分校神经学助理教授。他是选择性漏洞研究实验室的首席研究员。2011年，他获得麦克阿瑟奖。锡利1994年毕业于布朗大学，并与加州大学旧金山医学院取得硕士学位。

## 著作
- William W. Seeley, Virginia E. Sturm. . Bruce L. Miller, Jeffrey L. Cummings  (编).  2. Guilford Press. 2007. ISBN 978-1-59385-329-7.
- Panteleimon Giannakopoulos, Patrick R. Hof (编). . . Karger Publishers. 2009. ISBN 978-3-8055-9015-0.